# Övra Gäddtjärnen, Dalarna
Övra Gäddtjärnen är en sjö i Rättviks kommun i Dalarna och ingår i Dalälvens huvudavrinningsområde. Sjön har en area på 0,0703 kvadratkilometer och ligger 358,4 meter över havet.

## Delavrinningsområde
Övra Gäddtjärnen ingår i det delavrinningsområde (680544-147304) som SMHI kallar för Ovan 680270-147274. Medelhöjden är 363 meter över havet och ytan är 15,34 kvadratkilometer. Det finns inga avrinningsområden uppströms utan avrinningsområdet är högsta punkten. Lillälven (Tängerströmmen) som avvattnar avrinningsområdet har biflödesordning 2, vilket innebär att vattnet flödar genom totalt 2 vattendrag innan det når havet efter 331 kilometer. Avrinningsområdet består mestadels av skog (76 procent). Avrinningsområdet har 0,14 kvadratkilometer vattenytor vilket ger det en sjöprocent på 0,9 procent.